# Dieter Dolezel
Dieter Dolezel (* 28. Juli 1977 in München) ist ein deutscher Komponist und E-Gitarrist.

## Leben
Nach anfänglichem Philosophie-Studium an der LMU in München, studierte Dolezel zunächst Gitarre am Richard-Strauss-Konservatorium. Es folgten Kompositions-Studien bei Wilfried Hiller und Louis Andriessen sowie diverse Meisterkurse unter anderem bei Tristan Murail, Alvin Curran und Richard Ayres. Im Jahre 2002 gründete er die doArte-Stiftung, für die er nach wie vor konsultativ tätig ist.
Aufführungen seiner Werke fanden unter anderem bei der Gaudeamus Music Week, den Hamburger Klangwerktagen, novembermusic, im Münchner Prinzregententheater sowie im Auditorium Santa Cecilia
in Rom statt. Zu den Interpreten seiner Musik zählen u. a. das Ensemble Modern, die King’s Singers, Mike Svoboda, John Snijders, Holland Symfonia (Fabrice Bollon) sowie das ensemble unitedberlin. 2007 war er Stipendiat der Villa Massimo in Rom.

## Werkauswahl
Orchester
- aber vielleicht (2006)
- aber vielleicht für 20 Streicher (2004)

Kammermusik
- realtime fragments für Streichquartett (2006)
- pLasTik für Flöte, Fagott, Percussion (2), Viola, Cello und Kontrabass (2005)
- fanfare 2003 für 4 Trompeten, 4 Posaunen und Percussion (2002), offizielle Fanfare zur 100-Jahr-Feier des Deutschen Museums München.
- blacheriana I-III für Saxofon-Quartett (2001/02)

Elektroakustik
- bugs für Flöte, Kontrabassklarinette, Klavier, Violine, Viola, Cello, Kontrabass und Elektronik (2007/08)
- wildes FLEISCH II für Posaune und Soundtrack (2007)
- chasing dion tiu Videoinstallation (2007)
- hoax für drei Pianisten, ein Klavier und Soundtrack (2005)
- babenberg für 5 E-Gitarren und Elektronik (2003)

Vokal
- serve bone et fidelis für 6-stimmigen Chor a cappella (2008)
- may contain traces of für 4 Stimmen und Big-Band (2005)
- dogs and stones für 6 Männerstimmen (2004)

## Auszeichnungen
- 2001 Richard-Strauss-Stipendium der Stadt München
- 2002 1. Preis im Kompositionswettbewerb des Deutschen Museums München
- 2003 Stipendiat im Internationalen Künstlerhaus Villa Concordia in Bamberg
- 2005 11th International Young Composers Meeting in Apeldoorn
- 2005 Musikstipendium der Landeshauptstadt München
- 2006 Sudetendeutscher Kulturförderpreis
- 2006 Preisträger beim 1. Internationalen Kompositionswettbewerb der Hamburger Klangwerktage
- 2007 1. Preis im Wettbewerb Project Young Composers der Holland Symfonia
- 2007 Gaudeamus Publikumspreis
- 2007 Stipendiat der Villa Massimo in Rom
- 2009 Preisträger beim Kompositionswettbewerb Neue Töne, Tonkünstlerverband Bayern
- 2013 Projektstipendium Junge Kunst / Neue Medien der Stadt München

## Diskographie
- Otto von Bamberg, Schola Bamberg (2010), erschienen bei Christophorus Records, (CHR77324)
- Edition Villa Massimo, Ensemble Modern (2008)
- Diario, Susanne Schoeppe, Gitarre (2004), erschienen bei GENUIN, (GMP 04501)
- 9 Fanfaren, Blechbläserensemble des RSK, erschienen im Jubiläums-Bildband des Deutschen Museums München (2004)